# Puntura di formiche di fuoco
La  puntura delle formiche di fuoco provoca effetti nocivi sull'organismo in quanto contiene una piccola quantità di veleno che può provocare una reazione allergica, si sono riscontrati casi in cui si contavano 10.000 punture. Le formiche, quando attaccano, prima mordono e senza lasciare la vittima pungono ripetutamente il corpo.

## Epidemiologia
I casi si mostrano maggiormente negli stati meridionali degli USA, vicino al golfo del Messico dove tali formiche sono comuni, diversi studi hanno poi riferito che tale area endemica si sta espandendo.
Le specie responsabili sono quelle del genere Solenopsis, in particolare Solenopsis invicta e Solenopsis richteri. Nei luoghi di maggiore diffusione si arrivano a coinvolgere anche il 40% della popolazione.
Per quanto riguarda la mortalità gli episodi sono rari, una ricerca approfondita del passato rilevò 83 casi di decesso collegabili alle punture delle formiche rosse, lo stato più colpito era la Florida con 22 morti.

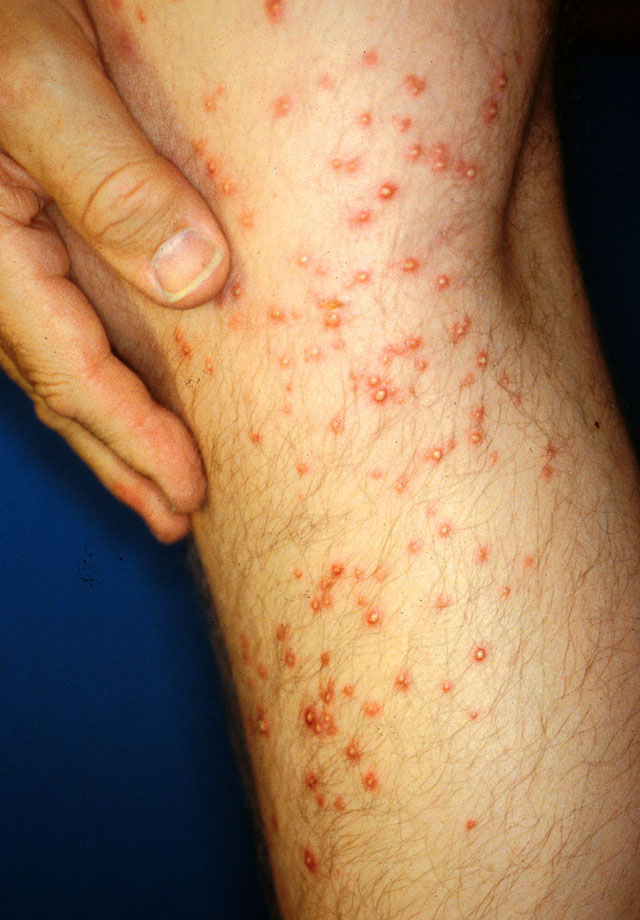

## Manifestazioni
Inizialmente si mostra dolore (che scompare in circa trenta minuti) successivamente si crea una pustola sterile che si rompe dopo alcuni giorni. Nei casi peggiori si osservano convulsioni.

## Terapie
Impacchi ghiacciati, antistaminici e steroidi topici vengono utilizzati.
In caso di anafilassi meglio agire con adrenalina o con vasopressori, le reazioni allergiche con antistaminici.
Il trattamento conservativo è utile per le manifestazioni dermatologiche.